# Arisugawa Taruhito

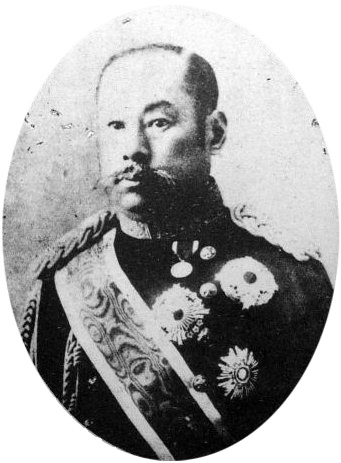
Prinz Arisugawa Taruhito

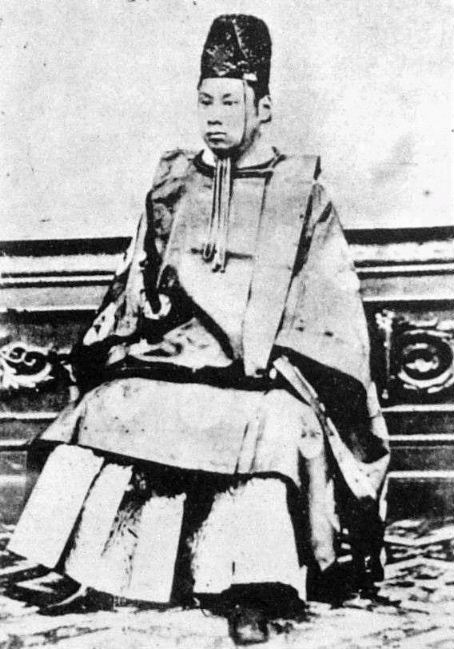
Prinz Arisugawa Taruhito

Prinz Arisugawa Taruhito (jap. 有栖川宮熾仁親王 Arisugawa-no-miya Taruhito-shinnō; * 13. März 1835 in Kyōto; † 15. Januar 1895 in Kōbe) war seit dem 9. September 1871 das 9. Oberhaupt der Arisugawa-no-miya-Thronfolgerlinie (有栖川宮家) des japanischen Kaiserhauses und ein Offizier in der Kaiserlich Japanischen Armee.

## Frühes Leben
Prinz Arisugawa Taruhito wurde 1835 in Kyōto als erster Sohn von Prinz Arisugawa Takahito geboren. Seine Mutter war Yūko, die älteste Tochter von Saeki Yūjō. Er wurde von Tennō Ninkō adoptiert, was ihn schon damals als potentiellen Thronfolger qualifizierte und zum Adoptivbruder des späteren Tennō Kōmei machte. Während ihrer Jugend bauten die beiden Prinzen eine enge Beziehung auf, weshalb Prinz Arisugawa später sowohl für Kōmei als auch seinen Adoptivneffen und späteren Tennō Meiji ein enger Berater wurde.
Am 8. August 1851 sollte Prinz Arisugawa die achte Tochter Tennō Ninkōs, Kazu no Miya Chikako, heiraten. Die Heirat fand jedoch auf Anweisung des Tokugawa-Shogunats nicht statt, damit die Prinzessin den Shogun Tokugawa Iemochi heiraten konnte. Dies sollte die Bande zwischen Shogunat und Kaiserhof weiter verengen.
Er heiratete stattdessen Sadako (1850–1872), die elfte Tochter von Tokugawa Nariaki, dem Daimyō des Mito-han. In zweiter Ehe war er mit Tadako (1855–1923), einer Tochter Graf Mizoguchi Naohiros des Shibata-han verheiratet. Beide Ehen blieben kinderlos.

## Meiji-Restauration
1867 machte Tennō Meiji Prinz Arisugawa zum Sōsai, was in etwa mit einem Ersten Minister und damit Regierungschef zu vergleichen ist, und machte ihn zum Oberkommandierenden der Kaiserlichen Armee im Boshin-Krieg gegen die letzten Anhänger des Shogunats. Er kämpfte in der Schlacht von Toba-Fushimi und reiste im Anschluss auf der Tōkaidō nach Edo, um dort am 3. Mai 1868 die Kapitulation des Edo-jō entgegenzunehmen. Diese wurde ihm von seiner ehemaligen Verlobten Kazu überbracht.
1877 war er Oberbefehlshaber der Kaiserlichen Truppen im Kampf gegen Saigo Takamori während der Satsuma-Rebellion. Als Lohn erhielt er 1878 den Ehrenrang eines Generals.
Von 1870 bis zur Einführung des Kabinett-Systems 1885 diente Prinz Arisugawa als Daijō Daijin, was in etwa dem Rang eines Großkanzlers entspricht. 1871 wurde er zusätzlich Gouverneur der Präfektur Fukuoka. Ab 1876 war er Vorsitzender des Genrōin. 1882 reiste er als Botschafter nach Russland und traf sich dort im Namen Tennō Meijis mit Zar Alexander III.
Von 1889 bis 1895 war er Oberbefehlshaber der Kaiserlich Japanischen Armee und Mitglied im Obersten Kriegsrat.

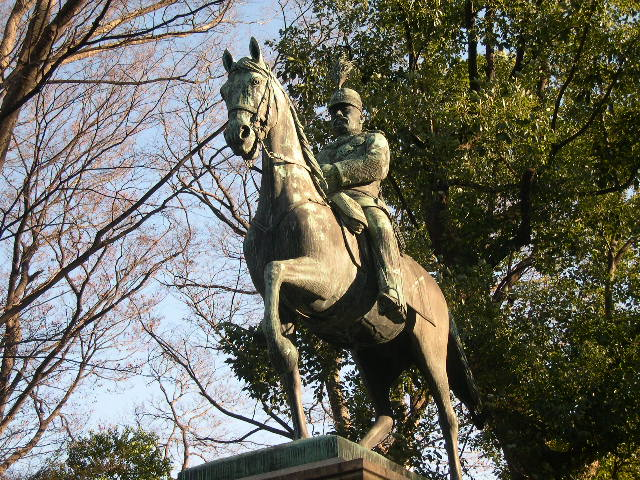
Statue von Prinz Arisugawa Taruhito im Arisugawa Gedächtnispark in Tokio

1894 wurde er zum Oberbefehlshaber der Truppen im Ersten Chinesisch-Japanischen Krieg und schlug sein Hauptquartier in Hiroshima auf. Er erkrankte jedoch bald an Typhus oder Malaria und kehrte ins Familienschloss nach Maiko nahe Kōbe zurück um sich zu erholen. Dort starb er am 15. Januar 1895 jedoch an den Folgen seiner Erkrankung. Er wurde posthum von Tennō Meiji mit dem Chrysanthemenorden ausgezeichnet. Am 29. Januar wurde er mit einem Staatsbegräbnis in Tokio beigesetzt.
Sein Halbbruder, Prinz Arisugawa Takehito, folgte ihm als zehntes Oberhaupt der Arisugawa-no-miya-Linie nach.

## Vermächtnis
Zu Ehren von Prinz Arisugawa wurde auf dem Gelände des Tokioter Arisugawa-Palastes (Minami-Azabu, Minato-ku, vormals Gelände der Stadtresidenz des Morioka-Han) der Prinz-Arisugawa-Gedächtnispark errichtet und die großen Gartenanlagen der Öffentlichkeit zugänglich gemacht. Vor dem Hauptquartier des Kaiserlichen Generalstabs wurde 1903 ein Reiterstandbild zu seinen Ehren errichtet. Dieses wurde 1962 von dort in den Gedächtnispark verlegt. 1973 wurde im oberen Teil des Parks die Zentralbibliothek von Tokio eröffnet.